# Crisi presidenziale venezuelana del 2019
La crisi presidenziale venezuelana del 2019 è stata una crisi politica incominciata nel gennaio 2019 in Venezuela, a seguito delle elezioni presidenziali del 2018, fortemente contestate e considerate irregolari dalle opposizioni e da diversi stati esteri, e del successivo re-insediamento di Nicolás Maduro. Si è conclusa solo il 30 dicembre 2022, quando Juan Guaidó è stato rimosso dal suo incarico di Presidente contestante, con decorrenza a partire dal 5 gennaio 2023.
Il punto del contendere, a livello istituzionale, è stato la decisione dell'Assemblea nazionale, il parlamento controllato dall'opposizione ma di fatto esautorato, di dichiarare invalide le elezioni e nominare Juan Guaidó presidente del Venezuela ad interim: poiché tuttavia Maduro è riconosciuto dall'Assemblea nazionale costituente e resta al potere, lo stallo ha paralizzato la politica del Paese per tutto il successivo triennio.

## Contesto delle elezioni del 2018
La crisi socioeconomica venezuelana è incominciata intorno al 2010, sotto la presidenza di Hugo Chávez e ha continuato a fare da protagonista nei due mandati del suo successore, Nicolás Maduro.
Maduro, durante il primo mandato, esautorò il Parlamento eletto (l'Assemblea nazionale), privandolo del potere legislativo e dell'immunità parlamentare dei suoi membri; mediante il Tribunale supremo di giustizia (TSJ), inoltre il Presidente ottenne la facoltà di creare un'assemblea costituente per redigere una nuova costituzione.
L'assemblea, composta interamente da membri del Grande Polo Patriottico, era presieduta da Diosdado Cabello, ex presidente dell'Assemblea nazionale e forte sostenitore di Maduro.
Le elezioni presidenziali del 2018 furono perciò caratterizzate da forti polemiche interne ed estere: diversi partiti d'opposizione, tra cui Unità Nazionale, non presentarono candidature, sostenendo che le elezioni fossero solo una farsa; altri partiti negarono l'affluenza si fosse attestata al 46%, affermando che in realtà essa non sia stata superiore al 30%. Diverse organizzazioni e stati non riconobbero il risultato delle elezioni, poiché, secondo loro, "non sono stati soddisfatti i requisiti minimi per delle elezioni libere e attendibili": tra questi vi furono l'Unione europea (UE), l'Alto commissariato delle Nazioni Unite per i diritti umani (OHCHR), il gruppo di Lima e l'Organizzazione degli Stati americani (OSA).

## Contestazione del secondo mandato di Maduro
Il 10 gennaio 2019 Maduro giurò come Presidente per il suo secondo mandato. Il governo di Maduro dichiarò che la posizione ostile all'insediamento era "il risultato dell'imperialismo perpetrato dagli Stati Uniti e dai suoi alleati", che aveva posto il Venezuela "al centro di una guerra mondiale". Alcuni minuti dopo il giuramento di Maduro come Presidente del Venezuela, l'Organizzazione degli Stati americani approvò una dichiarazione in una sessione speciale del suo Consiglio Permanente, sostenendo che la presidenza di Maduro era illegittima e richiedendo nuove elezioni urgentemente. L'elezione di Maduro fu però supportata dalla Turchia, dalla Russia, dalla Cina e dall'Alleanza Bolivariana per il Popolo della Nostra America (ALBA); altre piccole nazioni caraibiche che basano la loro economia sull'assistenza del governo di Maduro (come la Repubblica Dominicana, Saint Kitts e Nevis e Trinidad e Tobago), parteciparono al suo insediamento.

### Opposizioni a Maduro
Il secondo insediamento di Maduro non fu osteggiato solo dall'Assemblea nazionale e dall'opposizione, ma anche da alcuni membri della sua stessa coalizione, tra cui il giudice del tribunale supremo di giustizia (TSJ), Christian Zerpa: questo giudice del Tribunale supremo di giustizia, considerato vicino a Maduro politicamente, disertò e fuggì negli Stati Uniti pochi giorni prima del secondo insediamento di Maduro, il 10 gennaio 2019. Il giudice, Christian Zerpa, dichiarò che Maduro era "incompetente" ed "illegittimo".
Al momento del suo insediamento, il quotidiano The Times riferì che i Servizi Segreti degli USA avevano appreso che il Ministro della Difesa Vladimir Padrino López, aveva chiesto a Maduro di rinunciare al titolo; secondo tale fonte il ministro della difesa, Vladimir Padrino López, minacciava di dimettersi in caso contrario.
Il 15 gennaio 2019, Padrino López, però, giurò fedeltà a Maduro, dichiarando che i membri delle Forze Armate Nazionali Bolivariane (FANB) "sono pronte a morire per difendere la Costituzione".

### Assemblea pubblica
Dall'inizio del suo mandato, il 5 gennaio 2019, il presidente dell'Assemblea nazionale Juan Guaidó iniziò un procedimento per formare un governo transitorio, incitando inoltre ad una transizione politica "contro un dittatore non democraticamente eletto".
Il nuovo Presidente dell'Assemblea nazionale aveva iniziato a presentare mozioni per formare un governo provvisorio dopo aver assunto il suo nuovo ruolo, dichiarando che anche se Maduro avesse iniziato il suo nuovo mandato il 10 gennaio, il paese non avrebbe comunque avuto un presidente eletto legittimamente. 
Juan Guaidó dichiarò, in quanto presidente del legittimo organo legislativo, l'intenzione di rimuovere Maduro dal suo ufficio per poter tornare ad avere delle elezioni democratiche in Venezuela.
Per conto dell'Assemblea nazionale, Guaidó aveva anche dichiarato che il paese era finito in una dittatura de facto e non aveva un leader, sostenendo che il paese era in uno stato di emergenza. Egli chiese ai "soldati che indossano la loro uniforma di farsi avanti con onore e sostenere la Costituzione, e chiese ai "cittadini fiducia, forza e di accompagnarlo in questo cammino".
Guaidó annunciò un'assemblea pubblica, nota come un cabildo aperto, l'11 gennaio 2019: si trattò di un comizio per le vie di Caracas, dove l'Assemblea nazionale nominò Guaidó Presidente ad interim, in ottemperanza con la Costituzione del Venezuela. Vi si annunciarono piani per rimuovere il presidente Maduro dal potere, in un evento al quale parteciparono anche leader di altri partiti politici, sindacati, donne e studenti.

### Governo transitorio
Con il cabildo aperto dell'11 gennaio 2019, l'Assemblea nazionale proclamò Guaidó presidente ad interim dello Stato ai sensi dell'attuale costituzione (del 1999); tuttavia, l'Assemblea nazionale specificò che il potere effettivo era nelle mani di un governo illegittimo.
L'iter seguito dal Potere legislativo fu riconosciuto come legittimo dal tribunale supremo di giustizia in esilio, ospitato dalla città di Panama.
Il 23 gennaio 2019, durante la commemorazione dell'anniversario della caduta della dittatura di Marcos Pérez Jiménez, Juan Guaidó, facendo leva sull'articolo 233 della Costituzione del Venezuela, assunse quindi la presidenza ad interim del paese, dichiarando di voler porre fine alla presidenza di Maduro e la volontà di creare un governo di transizione prima di convocare nuove elezioni libere e democratiche.
L'investitura di Guaidó fu subito riconosciuta dal presidente statunitense Donald Trump e dal segretario generale dell’OSA, Luis Almagro. Il riconoscimento statunitense incise sulle relazioni diplomatiche di Caracas con gli Stati Uniti: i diplomatici americani furono invitati da Maduro a lasciare il paese; l'ordine fu ignorato dal governo americano e fu successivamente revocato.

## Eventi successivi

### Nel 2019

#### Uccisione di Rafael Acosta
Il 21 giugno 2019 il capitano di corvetta Rafael Acosta Arévalo venne arrestato dal controspionaggio venezuelano con l'accusa di aver partecipato ad un tentato colpo di Stato. Riapparso in pubblico il venerdì seguente, il 4 luglio venne diffusa la notizia del suo decesso. Mentre il regime impediva ai familiari e ai periti della difesa di prendere visione della salma, la moglie Walewska Pérez dichiarava alla stampa locale che Acosta non aveva fatto altro che discutere nella propria cerchia familiare della corruzione dilagante e della crisi economica in corso. Accusando gli uomini del Controspionaggio di aver torturato e ucciso Acosta per ordine del regime, la moglie Waleswka Pérez chiese dal proprio account Twitter supporto internazionale per ottenere un esame autoptico indipendente da parte delle Nazioni Unite e l'accertamento della causa del decesso.
L'Alto Commissario per i Diritti Umani Michelle Bachelet, nuovamente in visita a fine giugno nel Paese, dichiarò che secondo dati ufficiali del governo nel solo 2018 erano state uccise 5 287 persone in via "extragiudiziale" nel corso di operazioni di polizia, definite dallo stesso come casi di “resistenza all'autorità”, e che altre 1 569 erano morte dall'inizio del 2019. L'ex presidente del Cile, rifugiatasi in Australia durante il regime di Pinochet, concluse con la richiesta all'ONU di attivarsi per l'avvio di un'inchiesta nazionale o internazionale indipendente e per far decretare alle autorità di Caracas lo scioglimento della Forza di Polizia Nazionale venezuelana creata nel 2009 (Fuerza de Acción Especial de la Policía Nacional Bolivariana, FAES).

#### Blocco di Wikipedia
Diverse fonti sostennero che in Venezuela fosse stato bloccato l'accesso a tutte le versioni di Wikipedia, poiché nella pagina di Guaidó, tra i suoi incarichi, era riportato quello di presidente ad interim, ruolo non riconosciutogli dal governo di Maduro.

#### Riconoscimento, sanzioni e opinione pubblica

Venezuela
Paesi che riconoscono Maduro come presidente
Paesi che riconoscono Guaidó come presidente
Paesi che supportano l'Assemblea nazionale
Paesi neutrali

Il Parlamento europeo ha riconosciuto sin dal gennaio 2019 Juan Guaidó come legittimo presidente ad interim e l'UE ha mantenuto questa posizione negli anni successivi.
L'Italia, dopo alcune iniziali resistenze alla dichiarazione dell'Unione europea di riconoscere Juan Guaidò come presidente del Venezuela, ha disconosciuto la "legittimità democratica" del presidente Maduro, dichiarandosi "favorevole a una ricomposizione politica della crisi".
A giugno 2019, gli Stati Uniti - che negli anni precedenti avevano già sanzionato oltre 150 società, navi e individui, oltre a revocare i visti di 718 persone associate a Maduro - hanno applicato ulteriori sanzioni ai settori petrolifero, aurifero, minerario e bancario del Venezuela. Un rapporto dell'Ufficio dell'Alto commissariato delle Nazioni Unite per i diritti umani affermava che, sebbene la "diffusa e devastante crisi economica e sociale sia iniziata prima dell'imposizione delle prime sanzioni economiche", le nuove sanzioni avrebbero potuto aggravare la situazione.

### Nel triennio 2020-2022
Il 5 agosto 2021 il presidente messicano Andrés Manuel López Obrador ha annunciato che il Messico avrebbe ospitato colloqui tra il governo Maduro e l'opposizione politica. Ciò non ha impedito che, l'11 giugno 2022, seguaci filogovernativi attaccassero Guaidó dopo una marcia dell'opposizione a San Carlos, nello stato di Cojedes, lanciandogli oggetti e allontanandolo violentemente dal ristorante in cui stava tenendo un incontro.
Mentre a Città del Messico si svolgeva il tentativo di sbloccare le esportazioni petrolifere ed i relativi asset finanziari, il 30 dicembre 2022 l'Assemblea nazionale ha votato a maggioranza la dissoluzione del Governo provvisorio. Tre dei quattro principali partiti politici hanno affermato che il governo ad interim non era riuscito a raggiungere gli obiettivi che si era prefissato e - alla ricerca di una strategia unitaria in vista delle elezioni presidenziali previste per il 2024 - hanno approvato la fine dell'interimato di Guaidò con 72 voti favorevoli, 29 contrari e 8 astenuti.